# Frans Boermans
Frans Boermans (Venlo, 8 juni 1917 – aldaar, 11 maart 1999) was een Nederlandse liedjesschrijver. Hij schreef vooral veel carnavalskrakers.
De bijna vijfhonderd teksten van Boermans zijn bewaard in het Gemeentearchief van Venlo. In het jaar 2000 schreef Adri Gorissen het boek 't Theater van 't laeve over het leven en werken van Boermans.

## Bekendheid
Nationale bekendheid kreeg hij vooral met zijn door Johnny Hoes vertolkte liedje Och was ik maar bij moeder thuisgebleven (vertaald uit het Venloos, originele titel: Och waas ik maar, later opgenomen door Huub Stapel samen met Mooder Hellup). De muziek werd geschreven door Will Kranen, musicus te Venlo.

## Carrière
In 1951 won het liedje 't Fleske (van d'n dokter), waarvoor Boermans de tekst schreef (Thuur Luxembourg schreef de muziek), het Venlose liedjesconcours, georganiseerd door de Venlose carnavalsvereniging Jocus. Boermans is onder andere de tekstdichter van het carnavalsliedje Twieë bein, ook wel getiteld De Veuroêtgank, dat in humoristische bewoordingen het lopen op twee benen beschrijft.
Door de jaren heen heeft Boermans (in Limburg) menig succesvolle carnavalskraker geschreven, voornamelijk met Thuur Luxembourg en later veel met Giel Aerts en met Wim Roeffen. In 2000 won Boermans met het liedje Josefien voor het laatst het Limburgs Vastelaovesleedjes Konkoer. De muziek was ditmaal van Wim Roeffen.
Hij bagatelliseerde zijn werk zelf altijd en meende dat hij moest oppassen om niet van trots naast zijn schoenen te lopen als hem lof werd toegezwaaid. Dat verklaarde hij tenminste bij de toekenning van de Jo Hansenprijs in 1997.
Het Volkstheater Frans Boermans organiseert theaterproducties in onder meer het Venloos dialect.

## Privé
Boermans is de vader van regisseur Theu Boermans en de opa van regisseur Bobby Boermans, acteur Thijs Boermans en actrice Antje Boermans.

## Ereprijzen
- 1971 - Limburgse Cultuurprijs
- 1978 - Bronzen Eendagsvlieg
- 1984 - Venlonaar van het Jaar
- 1989 - Erepenning Gemeente Venlo
- 1997 - Jo Hansenprijs
- 1999 - Venlonaar van de Eeuw